# Салтана (Калифорнија)
Салтана (енгл. Sultana) насељено је место без административног статуса у америчкој савезној држави Калифорнија.

## Демографија
По попису из 2010. године број становника је 775.
| Група             | 2000.    | 2010.       |
| Белци             | 0 (0,0%) | 69 (8,9%)   |
| Афроамериканци    | 0 (0,0%) | 0 (0,0%)    |
| Азијати           | 0 (0,0%) | 6 (0,8%)    |
| Хиспаноамериканци | 0 (0,0%) | 695 (89,7%) |
| Укупно            | 0        | 775         |